# Mayer Géza
Mayer Géza (Budapest, 1880. január 20. – Budapest, 1943. május 20.) magyar jogász, jogtudományi szakíró, 20 éven át a Szabadalmi Bíróság alelnöke.

## Életpályája
Mayer Miksa és Csiszár Anna harmadik gyermekeként született. Jogásznak tanult Budapesten. 1905-ben tett bírói vizsgát; ezt követően jegyző, majd albíró, 1913-tól törvényszéki bíró lett.  1918-ban az igazságügy-minisztériumban osztálytanácsossá nevezték ki. 1923-ban lett a Szabadalmi Bíróság alelnöke, amely posztot haláláig töltötte be. A Magyar Iparjogvédelmi Egyesület társelnöke. 1941 és 1943 között az Ügyvivői Vizsgabizottság tagja is volt.

## Szakíróként
Értekezései főleg a szabadalmi jogra, illetve az iparjogvédelemre vonatkoznak.
Több törvénytervezetet szerkesztett és részt vett nemzetközi iparjogvédelmi egyezmények előkészítésében. 
Az Új Idők Lexikona című könyvsorozat szerkesztőinek munkatársa. 

## Díjai, elismerései
- Signum Laudis kitüntetés

## Családja
Felesége Simonyi Semadam Margit volt, akinek édesapja dr. Simonyi Semadam Sándor, politikus, jogtudományi író. 1914-ben kötöttek házasságot, melyből 8 gyermek született (5 lány és 3 fiú), akik közül 5 érte meg a felnőttkort (2 lány és 3 fiú). Gyermekei közül csak fiai házasodtak meg.